# Mohamed Mzali
Pour les articles homonymes, voir Famille Mzali.
Mohamed Mzali (arabe : محمد مزالي), né le 23 décembre 1925 à Monastir (Tunisie) et mort le 23 juin 2010 à Paris 20e, est un homme d'État tunisien.

## Jeunesse et militantisme
Mohamed Mzali est originaire de la tribu des Aït Mzal, peuple berbère du Souss, dans la région d'Agadir au Maroc. Son ancêtre s'arrête à Monastir après un pèlerinage à La Mecque, en 1670 et décide de s'y établir. Il a par ailleurs un lien de parenté avec Mohamed Salah Mzali, dont les biens sont confisqués par Habib Bourguiba.
Son père, Chaâbane, faillit épouser la sœur de Bourguiba, Najia. Mais les fiançailles sont rompues par Ali Bourguiba, le père de la fiancée, qui trouve que Chaâbane ne fait pas beaucoup de cadeaux à sa promise, alors qu'il s'agit d'une tradition de la ville. Malgré cela, Najia garde de bonnes relations avec la famille Mzali. La famille Bourguiba a pourtant déjà un lien de parenté avec les Mzali, la grand-mère maternelle de Bourguiba, Khadouja, étant la tante de Chaâbane. Ce n'est qu'en 1913 que le père de Mzali épouse Aïchoucha, d'origine turque. Ensemble, ils ont deux enfants : Saïda, née en 1921 et Mohamed, né le 23 décembre 1925.

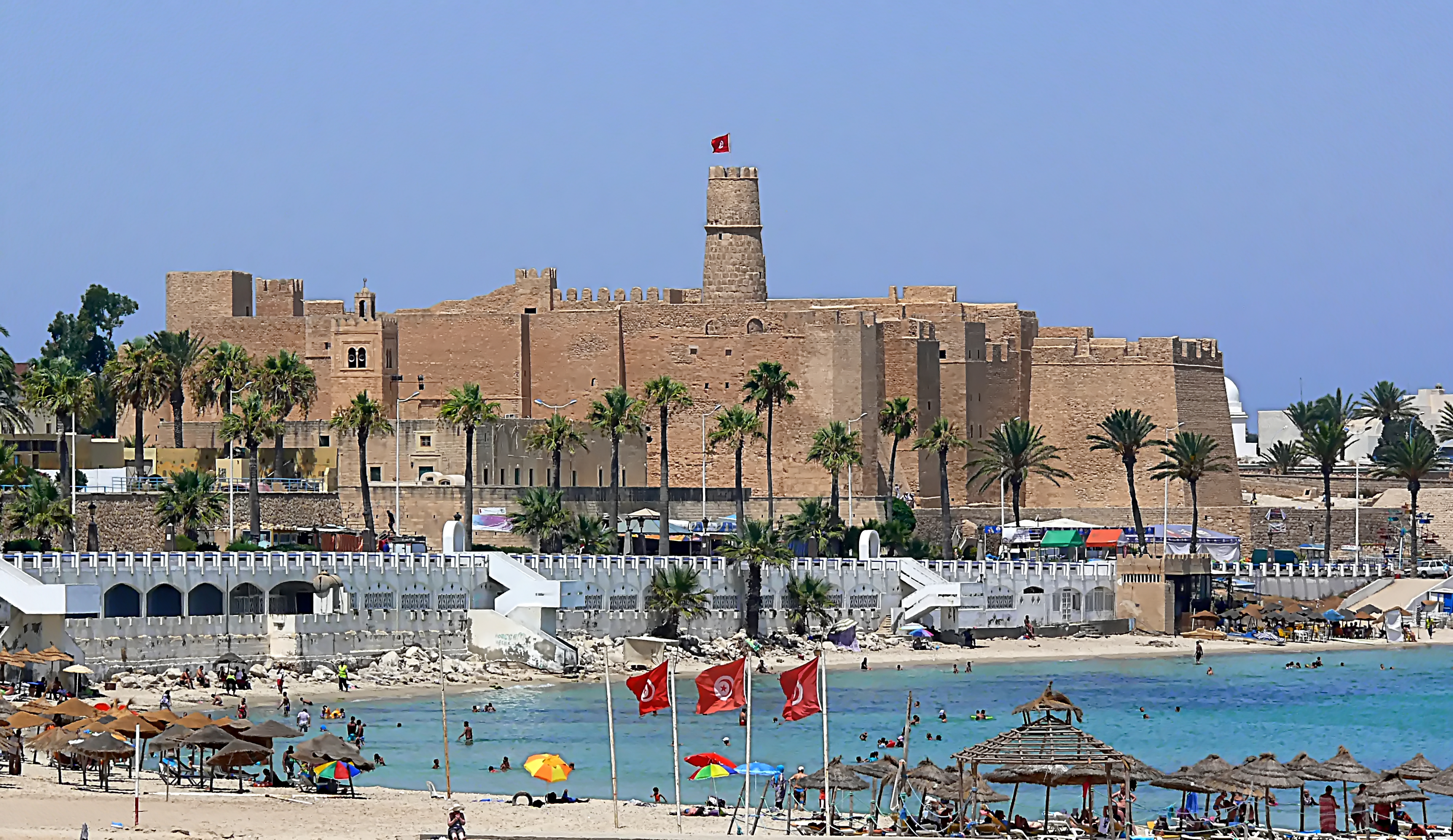
Monastir, ville natale de Mohamed Mzali.

Son père travaille en tant qu'épicier à Monastir, puis à Radès en 1937 et à Sbeïtla en 1939. En 1925, il adhère au Destour puis au Néo-Destour en 1934 ; le jeune Mohamed accompagne alors son père lors des rassemblements politiques de la cellule de Monastir et se trouve même à ses côtés lors des événements du 9 avril 1938. La détermination de son père à militer contre le protectorat français marque le début de son militantisme. Il effectue ses études dans une école coranique avant de poursuivre sa formation à l'école franco-arabe de Monastir. Ses parents sont ravis lorsqu'il obtient son certificat d'études primaires car ce diplôme permet à ses titulaires d'échapper à l'obligation militaire dans l'armée française.
Il est par la suite admis à passer le concours d'entrée au prestigieux collège Sadiki, qui a lieu au lycée de Sousse et qu'il réussit. Il se rend alors à Tunis, où il est hébergé par son oncle Allala Ghédira, commis à la direction des finances à El Omrane. En octobre 1940, il entre en classe de sixième C au collège. Lors de son entrée en cinquième, son oncle informe son père qu'il ne peut plus l'héberger ; ce dernier vend sa boutique à Monastir puis se fait engager en tant que cuisinier auprès de la société Al Khiriya à Tunis, pour que son fils puisse continuer ses études, grâce à l'aide de Hadj Ahmed Bourguiba, frère aîné de Habib. Les employés de la société sont en effet nourris et logés gratuitement, ce qui permet à Mohamed de poursuivre ses études et de développer son goût pour la lecture. Lorsqu'il a du temps libre, il se rend au stade, car il est un grand supporteur de l'Espérance sportive de Tunis.

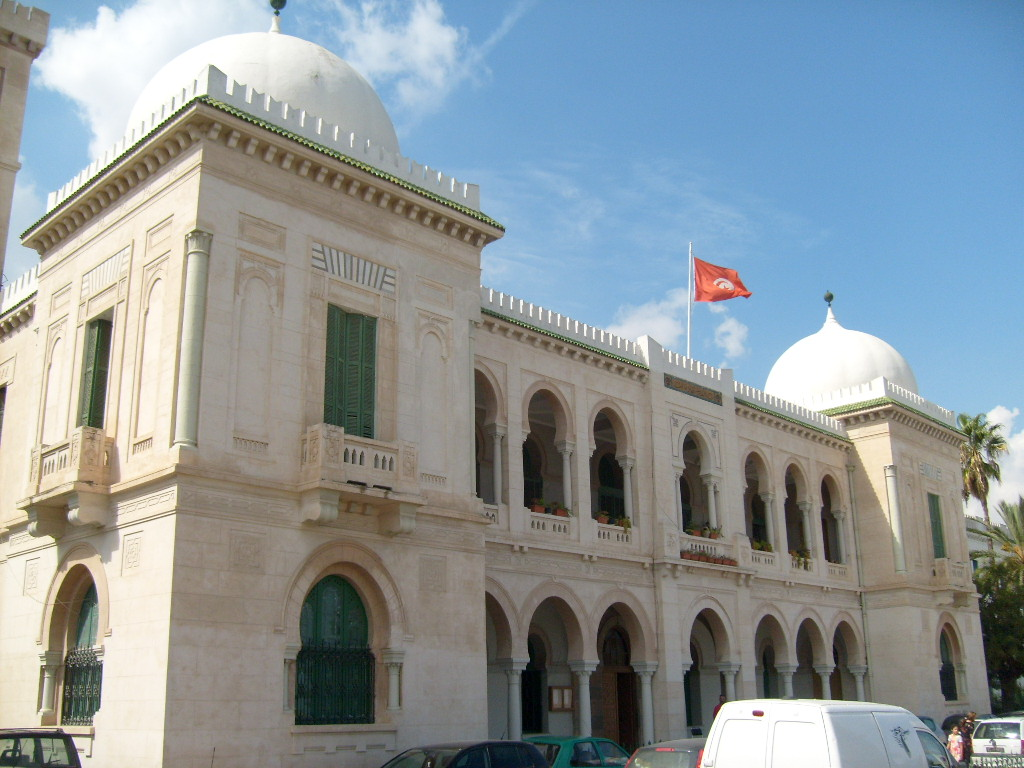
Mzali rejoint le prestigieux collège Sadiki en 1940.

Le 9 novembre 1942, lors de la Seconde Guerre mondiale, les forces armées allemandes atterrissent à l'aéroport de Tunis et se déploient dans les quartiers de la capitale. Le même jour, le collège est fermé et Mzali doit regagner Monastir avec son père. Des affrontements ayant lieu à Sousse, les habitants de la ville se réfugient à Monastir où on héberge les enfants dans les locaux de l'école de jeunes filles musulmanes, où Mzali est inscrit en quatrième A, dans une classe mixte. Brillant dans ses études, il obtient une bourse d'internat au collège Sadiki qu'il regagne en octobre 1943, en classe de troisième. En juin 1944, il réussit son brevet d'arabe. Alors que son père meurt, sa scolarité connaît quelques turbulences : il prononce en effet le nom d'un professeur en arabe, ce qui lui vaut d'être sanctionné.
En 1947, il est influencé par son professeur et se spécialise en philosophie malgré ses penchants pour la médecine. Le 21 mars, il est renvoyé pendant plusieurs jours, pour avoir essayé de participer aux festivités liées à la création de la Ligue arabe. Il participe par ailleurs aux activités culturelles de l'Association des anciens élèves du collège Sadiki mais aussi aux activités théâtrales monastiriennes au sein de l'association La Jeunesse littéraire, devenue après une scission L'Étudiant monastirien, dont il devient président. En 1944, il adhère à l'Union théâtrale de Tunis. Toutes ses activités occupent son temps extra-scolaire et lui permettent d'assister à des débats comme ceux d'Ali Belhouane et Mohamed Fadhel Ben Achour.
En juin 1947, il obtient son baccalauréat et pense à aller étudier en France. Convoqué par le directeur du collège, il lui déclare que sa pauvreté ne lui permet pas d'entamer des études en France et lui propose le poste de surveillant ou d'instituteur. Mzali se débrouille toutefois pour gagner de l'argent : il vend 48 pieds d'olivier qu'il a hérité de son père et que son oncle propose d'acheter. Par ailleurs, son salaire étant insuffisant, il doit vendre un burnous qui appartenait aussi à son père. Prêt à partir, il pense à sa mère, laissée seule et sans ressources après que sa sœur s'est mariée à l'âge de quinze ans, et renonce à des études de médecine pour devenir chirurgien et entame des études de philosophie qui dure moins longtemps.
En octobre 1947, il s'embarque sur le Chanzy en direction de Marseille comme passager de quatrième classe. Arrivé sans incident particulier, il se dirige vers la gare Saint-Charles puis arrive à la gare de Lyon à Paris. Grâce à l'aide d'un nouvel ami qu'il a rencontré durant le trajet, ils peuvent passer cinq nuits à l'hôtel Sorbonne, chez un étudiant monastirien qui accepte de les héberger provisoirement. Il y rencontre une assistance sociale qui travaille au service des œuvres sociales pour les étudiants. Elle lui propose une chambre à l'hôtel Savoie, rue de Provence dans le neuvième arrondissement (derrière les Galeries Lafayette), dont le loyer correspond à ses moyens. L'année suivante, il obtient une chambre dans une maison d'étudiants située au numéro 9 du boulevard Auguste-Blanqui, dans le treizième arrondissement.
Il s'inscrit à la Sorbonne où il suit les enseignements de prodigieux professeurs : Henri Gouhier, René Poirier, Jean Wahl, Pierre-Maxime Schuhl, Gaston Bachelard et René Le Senne. Durant ces études, il participe à plusieurs débats et activités intellectuelles et sportives, ce qui l'empêche d'être un militant actif et assidu lors des réunions de l'Association des étudiants musulmans nord-africains, dont le local se situe au numéro 115 du boulevard Saint-Michel. C'est lors de ces réunions qu'il rencontre plusieurs militants tunisiens, algériens et marocains qui vont jouer un rôle crucial dans la libération de leurs pays et par la suite devenir ministres. Il milite aussi à la Fédération des étudiants destouriens de France dont il est élu vice-président par deux fois, tandis que Mohamed Masmoudi en est le président et Taïeb Mehiri, le secrétaire général, et se charge de la vente des journaux du parti, Al Horria (Liberté) dirigé par Belhouane et Mission dont le rédacteur en chef est Hédi Nouira.
Il rentre en Tunisie après avoir obtenu sa licence en philosophie. Il poursuit son cursus universitaire tout en travaillant et prépare son diplôme d'études supérieures en philosophie à Tunis ; son mémoire est intitulé Études comparative sur une polémique entre Ghazali et Ibn Rochd. Il est par la suite affecté en tant que professeur d'arabe au collège Sadiki, malgré ses tentatives pour obtenir un poste de professeur de philosophie. Néanmoins, on lui consent d'enseigner sa matière à l'instar de ses collègues français, Mzali se chargeant de la philosophie arabo-musulmane à Sadiki, à la Khaldounia et à la Zitouna. Il trouve important d'inculquer aux élèves une pensée sur le sentiment national et de les aider à développer leur amour pour la patrie, ce qui inquiète le directeur du collège qui décide un jour d'assister à son cours, sans que ce dernier soit averti. À la suite d'une grève des élèves du collège, le directeur en renvoie la majorité, ce que Mzali dénonce en encadrant plusieurs de ces élèves renvoyés. Des tensions ont alors lieu avec le directeur qui obtient sa mutation au collège Alaoui. Son nouveau patron, M. Brameret, est franc avec lui dès son entrée en fonction, connaissant son activité politique et son militantisme au sein du Néo-Destour, et lui demande de rester neutre durant les heures de cours, sans influencer les élèves. Mzali continue toutefois d'exercer son activité professionnelle et milite en parallèle, en participant aux réunions des cellules destouriennes de Monastir et Montfleury, où il habite.
Le 2 septembre 1952, il fait partie de la délégation de la ville de Monastir, composée de cinquante membres, soutenant le bey dans son refus de signer plusieurs réformes soumises par le résident général Jean de Hauteclocque. Sur les conseils de Sadok Mokaddem et Farhat Hached, Lamine Bey décide de soumettre le projet des réformes au conseil de la Choura dont Mzali fait partie avec 39 autres membres. Sur le plan syndical, il retrouve son ancien professeur au collège Sadiki, Mahmoud Messadi, membre de l'Union générale tunisienne du travail. C'est par ailleurs dans son appartement dans le quartier du Passage, au centre-ville de Tunis, qu'il rencontre Hached. Entre 1950 et 1956, il milite notamment au sein du comité exécutif du syndicat de l'enseignement secondaire, son secrétaire général étant Lamine Chebbi. Ce syndicat est actif et œuvre notamment pour la multiplication des classes, l'enseignement de l'arabe et l'intégration dans les programmes tunisiens de l'étude de l'histoire et de la géographie de la Tunisie.
Il s'affirme aussi sur le plan du journalisme en contribuant à la rédaction régulière du journal du Néo-Destour, Al Horria, tout en publiant des articles dans le quotidien Assabah et le mensuel Al Nadwa. Il écrit son premier livre intitulé Démocratie qui paraît en 1955 et dont la célébration a lieu lors du retour triomphal de Bourguiba à La Goulette, le 1er juin 1955, alors qu'il fait partie du comité d’accueil. Ce n'est qu'en 1955, qu'il crée sa revue Al Fikr (ar), qui lutte contre le colonialisme et pour la cause de la lutte arabe et qu'il codirige avec Béchir Ben Slama.

## Premiers postes à l'État

### Chef de cabinet
Après l'indépendance, il devient proche de Lamine Chebbi et soutient ses positions en tant que ministre de l'Éducation. Ce dernier lui propose le poste de chef de cabinet qu'il accepte après avoir hésité, ne voulant pas renoncer à son poste d'enseignant et de directeur de la revue Al Fikr, sur l'insistance de Chebbi qui consent à le laisser cumuler ses fonctions de chef de cabinet avec la direction de la revue et quelques heures d'enseignement de la philosophie musulmane à la Zitouna. Dans sa nouvelle fonction, il accomplit plusieurs travaux en recevant des délégations de différents gouvernorats réclamant des enseignants pour les classes disponibles dans les écoles récemment construites. Il œuvre aussi à la politique d'arabisation progressive de l'éducation et à « tunisifier » l'administration du ministère. En juin 1957, Messadi propose à Chebbi des professeurs parisiens pour rejoindre les jurys des examens de passages des normaliens de première en deuxième année, tout en proposant Régis Blachère pour la section d'arabe. Par la suite, Mzali propose à Chebbi le nom de Taha Hussein qui accepte et arrive à Tunis le 29 juin 1957. Mzali l'accompagne lors de ses visites et activités officielles. Le 18 juillet, l'écrivain égyptien proclame les résultats de la promotion jugée bonne et qui, parmi les étudiants qui réussissent, comptait Béchir Ben Slama et Mohamed Sayah. Il suggère par ailleurs à Hussein de tenir une conférence au cinéma du Palmarium que Mzali a l'honneur de présenter devant une salle remplie et en présence du Premier ministre Bourguiba.
Il est nommé par Lamine Chebbi à la commission chargée du choix de l'hymne national, qui se fait finalement sur Ala Khallidi. Le 6 juillet 1956, il fait partie de la délégation tunisienne qui fait admettre la Tunisie au Bureau international d'éducation, à Genève, et qui est composée de Chebbi, d'Ahmed Noureddine, Ali Zouaoui, Abdesselem Knani et Mohamed Bakir. Il y accompagne le ministre lors de la conférence générale de l'Unesco, qui se tient à New Delhi en octobre et novembre 1956. Chebbi retourne par la suite à Tunis, laissant la présidence de la délégation à Mzali pendant un mois, jusqu'à son retour en Tunisie après l'admission de la Tunisie à l'Unesco. Pendant son séjour, il rencontre le Premier ministre indien Jawaharlal Nehru et Zhou Enlai, le Premier ministre chinois. Le 7 décembre 1957, il fait partie de la délégation tunisienne au troisième congrès des hommes de lettres arabes, au Caire, présidée par Messadi. Plusieurs représentants prennent la parole pour évoquer la cause arabe et la lutte contre le sionisme, mais ceux de la délégation tunisienne restent neutres et appuient la liberté d'expression et la liberté de pensée, attirant les critiques des autres participants. Mzali prend alors la parole pour défendre cette cause en déclarant que l'écrivain n'est pas une pièce d'un puzzle et défendant le processus d'arabisation tunisien, ce qui calme l'audience. Par ailleurs, lors de cette visite, il retrouve Taha Hussein et Mahmoud Taymour (en). Il quitte son poste à la rentrée d'octobre 1958 et reprend son enseignement au lycée Alaoui.

### Directeur général de la Jeunesse et des Sports
Fin décembre 1958, Mzali apprend du cheikh Mohamed Fadhel Ben Achour, lors de son retour du Koweït où il se trouvait à l'occasion du quatrième Congrès des écrivains arabes qu'il a présidé, qu'à la suite d'un remaniement ministériel qu'a opéré Bourguiba dans son gouvernement, il est nommé directeur général de l'Enfance, de la Jeunesse et des Sports, à l'âge de 33 ans. Surpris, il est reçu par le secrétaire particulier du président, dès son arrivée à l'aéroport de Tunis, avant de rencontrer ce dernier et d'entrer officiellement en fonction le 2 janvier 1959, dans son siège de l'avenue de Paris. Bourguiba rattache son département à la présidence, tout en lui accordant le statut de secrétaire d'État et de l'inviter à assister à tous les Conseils des ministres, dès octobre de la même année. Conscient du rôle important qu'il a d'éduquer la jeunesse, comme il en témoigne dans son livre Un Premier ministre de Bourguiba témoigne, il demande au ministre de l'Éducation, Mahmoud Messadi, de rattacher le sport scolaire et universitaire à son département des sports civils, ce qu'il refuse. Toutefois, avec le soutien du président, ces activités sont finalement placées sous sa direction.
Dès son entrée en fonction, Mzali met en place plusieurs réformes, dont la modification les horaires de l'éducation physique et sportive et la formation des cadres nécessaires. Il fait passer les heures d'éducation physique d'une à cinq heures par semaine, avec trois heures obligatoires par semaine pour les élèves de l'enseignement secondaire et deux heures de plus pour les membres de l'association sportive scolaire, tout en programment un après-midi pour les compétitions. Il fonde aussi une école de formation pour les professeurs à Bir El Bey dont sort, l'année suivante, une promotion d'une centaine d'enseignants et de 400 autres personnes quatre ans plus tard. Par la suite, il crée une école normale de maîtres d'éducation physique à Sfax ainsi qu'un centre de formation de maîtresses d'éducation physique, à El Omrane, malgré le statut de la femme en 1959 et une société encore conservatrice. Mzali encourage alors les enseignants à motiver les filles pour s'inscrire en sport et à s’entraîner, s'occupant personnellement de la participation sportive de la femme, notamment en convainquant des proches d'y adhérer. Pour ce qui est de la formation des professeurs des lycées et universités, il fonde l'Institut national du sport à Ksar Saïd, tout en aménageant à cette occasion un ancien terrain utilisé par l'armée française avant son évacuation, et en s'occupant de la construction du bâtiment. Cet institut se charge notamment de la formation des enseignants mais aussi des cadres du sport civil, des entraîneurs et des arbitres ainsi que des jeunes venus de pays étrangers.
Dans le domaine de l'enfance, il se charge de la poursuite du travail de l'ancien secrétaire de la Jeunesse et des Sports, Azzouz Rebaï (ar), à savoir le développement des villages d'enfants et cela en aménageant d'anciennes casernes et locaux abandonnés pour que des enfants orphelins y trouvent refuge. Il se charge aussi du développement des activités culturelles pour fournir aux jeunes des activités extrascolaires, en fondant des maisons de jeunes, des colonies de vacances, des auberges de jeunesse, etc. Il conçoit un plan pour la réalisation de ce projet en réservant près de 60 000 dinars, en coopération avec les municipalités volontaires. Il édifie alors la première maison de jeunes à Radès, avec le soutien d'Abdallah Farhat, inaugurée par le président Bourguiba, avant que d'autres réalisations aient lieu à Bizerte, Sfax, Sousse, Kairouan et Kasserine. La construction de ces maisons de jeunes lui valent des critiques, notamment lors d'une réunion du Conseil national du Néo-Destour, en 1962. En effet, à cette occasion, il est critiqué par Radhia Haddad, présidente de l'Union nationale de la femme tunisienne, qui lui reproche de gaspiller des sommes importantes des caisses de l'État en construisant ces maisons de jeunes. Néanmoins, il reçoit le soutien du ministre de l'Intérieur Taïeb Mehiri.

### Autres fonctions
Il quitte son poste en 1964 pour devenir directeur (après l'avoir créé et mise en place) de la Radiodiffusion-télévision tunisienne, fonction grâce à laquelle il fonde la télévision nationale en 1966.
Il est élu député de la deuxième circonscription de Sousse pour les première, deuxième et troisième législatures, soit de 1959 à 1974. Il est alors élu député de la circonscription de Gafsa et réélu en 1979. Sa carrière parlementaire s'achève avec son élection en 1981 comme tête de liste de la circonscription de Monastir, poste qu'il occupe jusqu'à son limogeage en 1986.
Il est également maire de l'Ariana de 1959 à 1972.

## Carrière politique

### Carrière ministérielle
Toujours en poste en 1968, il est promu à plusieurs postes ministériels : la Défense du 12 avril 1968 au 7 novembre 1969, la Jeunesse et les Sports du 7 novembre 1969 au 12 juin 1970, l'Éducation nationale du 27 décembre 1969 au 12 juin 1970, du 29 octobre 1971 au 17 mars 1973 et du 31 mai 1976 au 25 avril 1980, la Santé du 17 mars 1973 au 31 mai 1976 et l'Intérieur du 7 janvier 1984 au 28 avril 1986.
Son passage à la Défense perpétue un principe voulu par le président Habib Bourguiba où l'armée est exclue de la vie politique, ce qui vaut à la Tunisie une certaine sérénité. À l'Éducation nationale, il œuvre particulièrement pour l'arabisation partielle de l'enseignement, rapprochant davantage la Tunisie de ses partenaires arabes.

### Premier ministre
Le 23 avril 1980, il est nommé pour succéder à Hédi Nouira au poste de Premier ministre, sur la suggestion de l'épouse du président, Wassila Bourguiba, hostile à la nomination de Mohamed Sayah. Fragilisé par les « émeutes du pain » qui font plusieurs morts au début de l'année 1984, il cherche à se rallier les islamistes et gagner leur appui dans la course pour la succession du président Bourguiba. Proche de l'Arabie saoudite et des pays du Golfe, il annule une circulaire interdisant le port du hidjab dans les écoles publiques et parvient à obtenir du président l'amnistie des représentants du Mouvement de la tendance islamique (futur Ennahdha). Le 8 juillet 1986, Mohamed Mzali est limogé de ses fonctions de Premier ministre et de secrétaire général du Parti socialiste destourien et remplacé par Rachid Sfar.

### Exil et retour
Il quitte le pays dans la clandestinité pour la France via les frontières terrestres avec l'Algérie. Il est condamné par contumace par la Haute Cour, le 20 avril 1987, à une peine de prison ferme pour abus de biens sociaux et enrichissement illégal. En exil, il ne cesse de récuser sa condamnation et garde donc des relations tendues avec le régime tunisien. Finalement, l'avocat général auprès de la Cour de cassation introduit un pourvoi en cassation ; la cassation et l'annulation de la condamnation par contumace est annoncée par un arrêt du 5 août 2002, permettant ainsi le retour de Mzali en Tunisie dès le lendemain.

## Activités sportives et culturelles

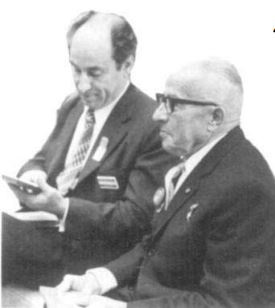
Mohamed Mzali lors de son élection à la commission exécutive du CIO.

Parallèlement, il occupe des postes sportifs et devient président du Comité national olympique tunisien (1962-1986), président de la Fédération tunisienne de football (1962-1963), vice-président (1963-1967) puis président (1979-1987) du Comité international des Jeux méditerranéens et président du comité d'organisation des Jeux méditerranéens de 1967. Il intègre également le Comité international olympique en 1965 comme membre à vie et y occupe les postes de membre de la commission exécutive entre 1973 et 1980 et de vice-président du CIO de 1976 à 1980. Il est connu pour son activité sportive et ses traversées de la capitale à pied alors qu'il est Premier ministre.
Il participe également à la vie culturelle et littéraire, particulièrement grâce à la revue Al Fikr (La Pensée) qu'il créé en 1955 et codirige avec le ministre des Affaires culturelles Béchir Ben Slama mais qui s'arrêtera après son limogeage. Son objectif est d'y mettre l'accent sur l'« arabité » de l'identité tunisienne. Il a aussi traduit l'Histoire de l'Afrique du Nord de Charles-André Julien avec son collaborateur.
Il œuvre pour la création de l'Union des écrivains tunisiens, dont il est le président-fondateur de 1971 à 1981.

## Vie privée

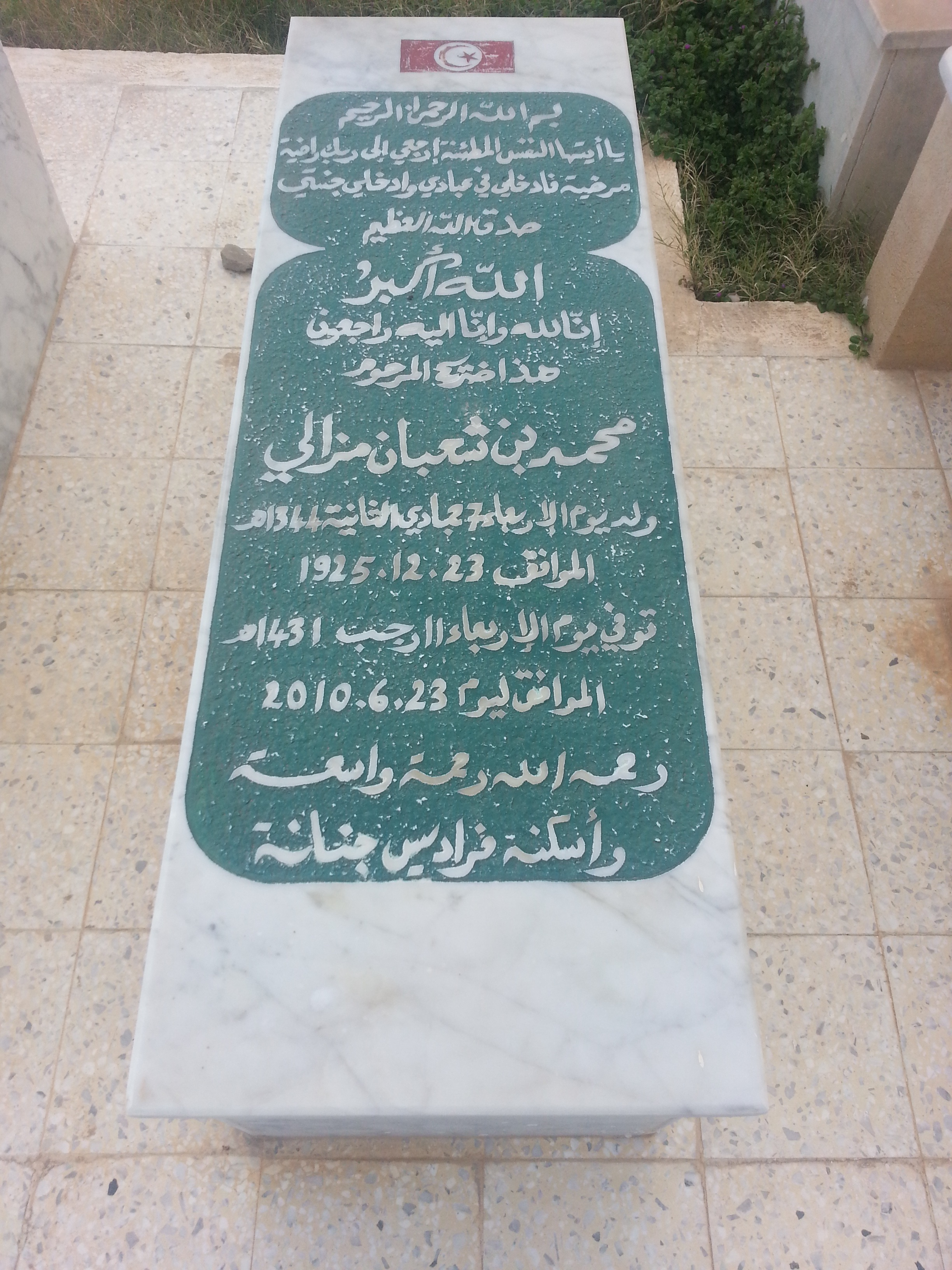
Tombe de Mohamed Mzali au cimetière de Monastir.

C'est à Paris qu'il rencontre, au sein de la Fédération des étudiants destouriens de France, Fethia Mokhtar, une jeune fille qui a passé en même temps que lui les épreuves du baccalauréat, au lycée Carnot de Tunis. Elle s'est aussi inscrite la même année que lui au cours de philosophie avant de devenir militante et féministe. En avril 1950, ils se fiancent avant qu'il ne demande sa main auprès de son père qui accepte ; le mariage a lieu le 2 septembre 1950 à Tunis. Ensemble, le couple a quatre garçons et deux filles. Fethia Mzali est nommée ministre de la Famille et de la Promotion de la femme dans son gouvernement (1983-1986).
À la suite d'un malaise, le président Zine el-Abidine Ben Ali décide de le faire soigner à Paris à la charge de l'État. Mort le 23 juin 2010, il est rapatrié puis inhumé le 25 juin dans sa ville natale de Monastir.

## Distinctions
- Grand cordon de l'Ordre de la République (Tunisie)[31].

## Publications

### Arabe
- Mohamed Mzali, La Démocratie, Tunis, Kitab El Baath, 1955.
- Mohamed Mzali, L'Esprit d'Al Fikr, Tunis, Maison tunisienne de l'édition, 1969.
- Mohamed Mzali, Prises de positions, Tunis, Maison tunisienne de l'édition, 1974.
- Mohamed Mzali, Études, Tunis, Maison tunisienne de l'édition, 1974.
- Mohamed Mzali, Points de vue, Tunis, Société tunisienne d'édition, 1975.
- Mohamed Mzali, Sur les chemins de « La Pensée », Tunis, Société tunisienne d'édition, 1979.
- Mohamed Mzali, Lettre ouverte à Bourguiba, Le Caire, Dar El Ahram, 1988.

### Français
- Mohamed Mzali, La Parole de l'Action, Paris, Publisud, 1984, 281 p. (ISBN 978-2-866-00220-6).
- Mohamed Mzali, L'Olympisme aujourd'hui, Paris, Jeune Afrique, 1984, 127 p. (ISBN 978-2-852-58330-6).
- Mohamed Mzali, Lettre ouverte à Bourguiba, président de la République tunisienne, Paris, Éditions Alain Moreau, 1987, 186 p. (ISBN 978-2-852-09036-1).
- Mohamed Mzali, Tunisi : quel avenir ?, Paris, Publisud, 1991, 223 p. (ISBN 978-2-866-00554-2).
- Mohamed Mzali, Un Premier ministre de Bourguiba témoigne, Paris, Jean Picollec, 2004, 694 p. (ISBN 978-2-864-77210-1)[32].
- Mohamed Mzali, Repères, Nonancourt, Apopsix, 2010, 384 p. (ISBN 978-2-359-79001-6)

### Traductions
- (ar) Charles-André Julien (trad. Mohamed Mzali et Béchir Ben Slama), Histoire de l'Afrique du Nord, t. I, Tunis, Maison tunisienne de l'édition, 1968.
- (ar) Charles-André Julien (trad. Mohamed Mzali et Béchir Ben Slama), Histoire de l'Afrique du Nord, t. II, Tunis, Maison tunisienne de l'édition, 1979.
- (ar) Charles-André Julien (trad. Mohamed Mzali et Béchir Ben Slama), Colons français et jeunes Tunisiens, Tunis, Maison tunisienne de l'édition, 1972.

## Filmographie
- Un Monastirien sans olivier, film documentaire de Marc-Laurent Turpin, mesure-6 Films, Paris, 2008.